# قسم سفيدسنغ الريفي (مقاطعة فريمان)
قسم سفيدسنغ الريفي (بالفارسية: دهستان سفیدسنگ) هي منطقة ريفية تقع في خراسان رضوي في إيران. يقدر عدد سكانها بـ 2,725 نسمة .